# Boulevard Saint-Denis
Le boulevard Saint-Denis est une voie située à la lisière des 2e et 3e arrondissements de Paris au sud et 10e arrondissement au nord.

## Situation et accès
Il fait partie de la chaîne des Grands Boulevards constituée, d'ouest en est, par les boulevards de la Madeleine, des Capucines, des Italiens, Montmartre, Poissonnière, Bonne-Nouvelle, Saint-Denis, Saint-Martin, du Temple, des Filles-du-Calvaire et Beaumarchais.
Il est la section des Grands Boulevards comprise entre la porte Saint-Martin et la porte Saint-Denis.
Ce site est desservi par la station de métro Strasbourg - Saint-Denis.

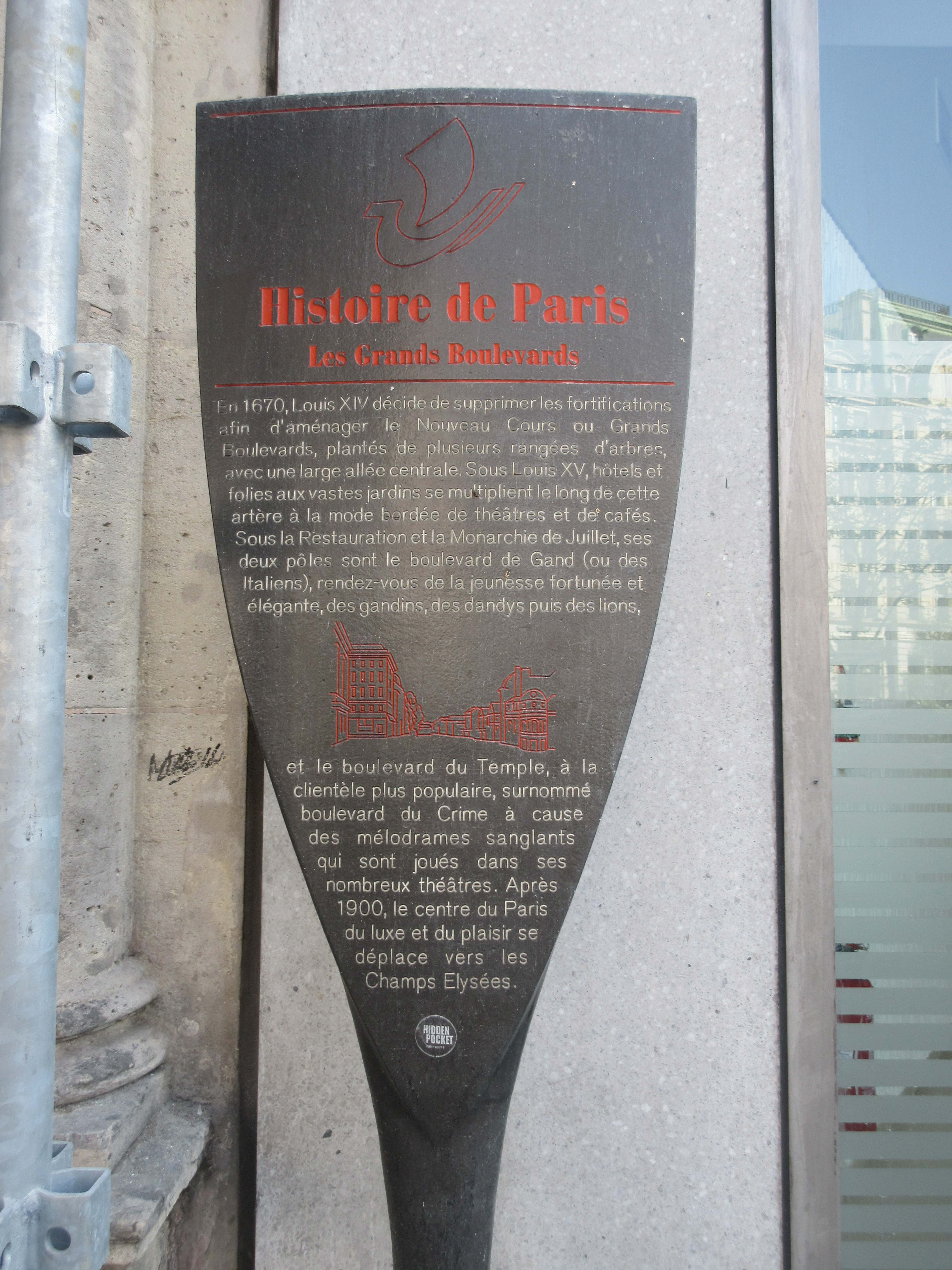
Panneau Histoire de Paris
« Les Grands-Boulevards »

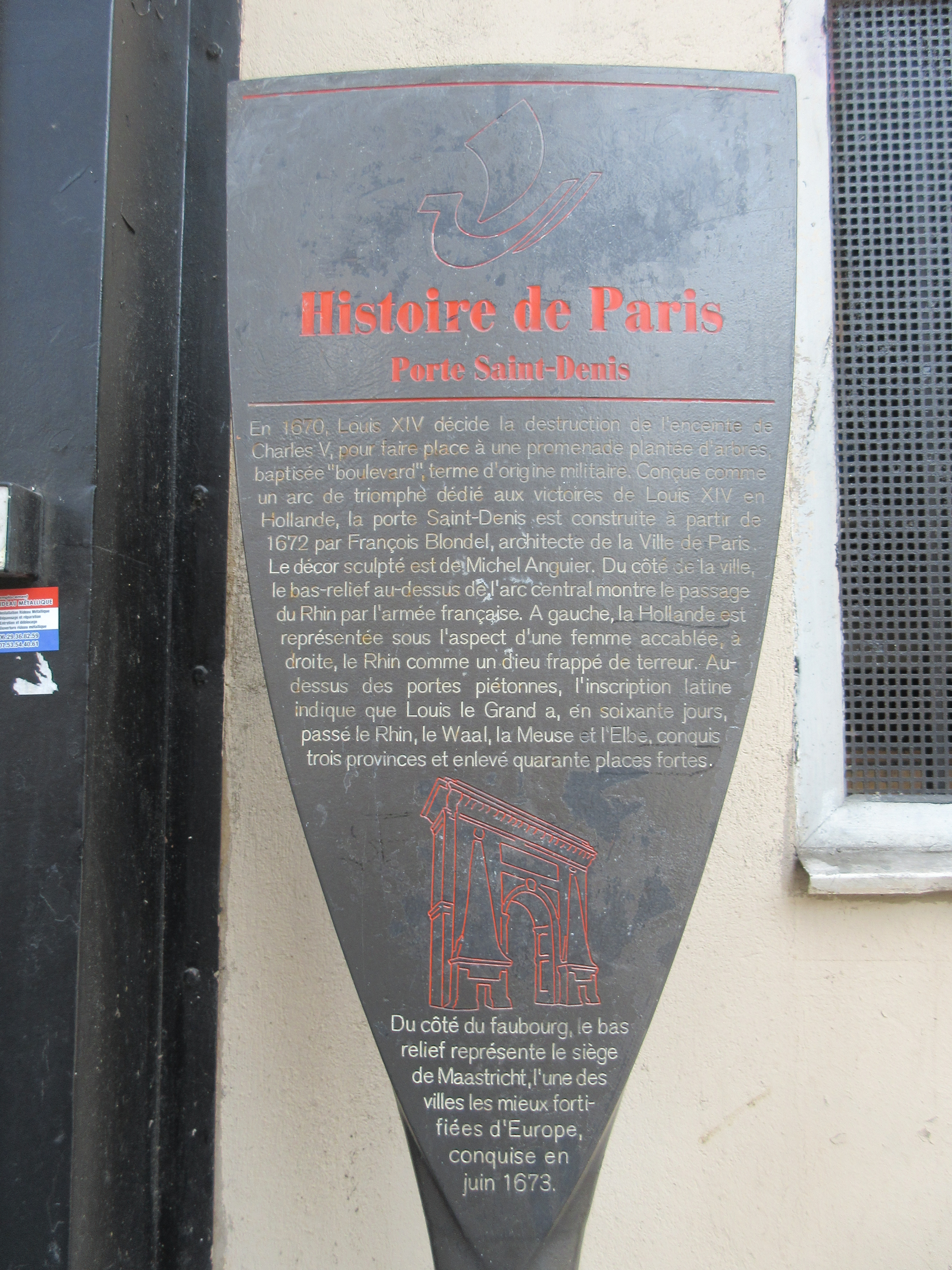
Panneau Histoire de Paris
« Porte Saint-Denis »

## Origine du nom
Le boulevard doit son nom à la rue Saint-Denis toute proche, qui le tient elle-même du fait qu'elle était la route qui conduit directement du pont au Change à la ville de Saint-Denis, où était située la nécropole des rois de France.

## Historique

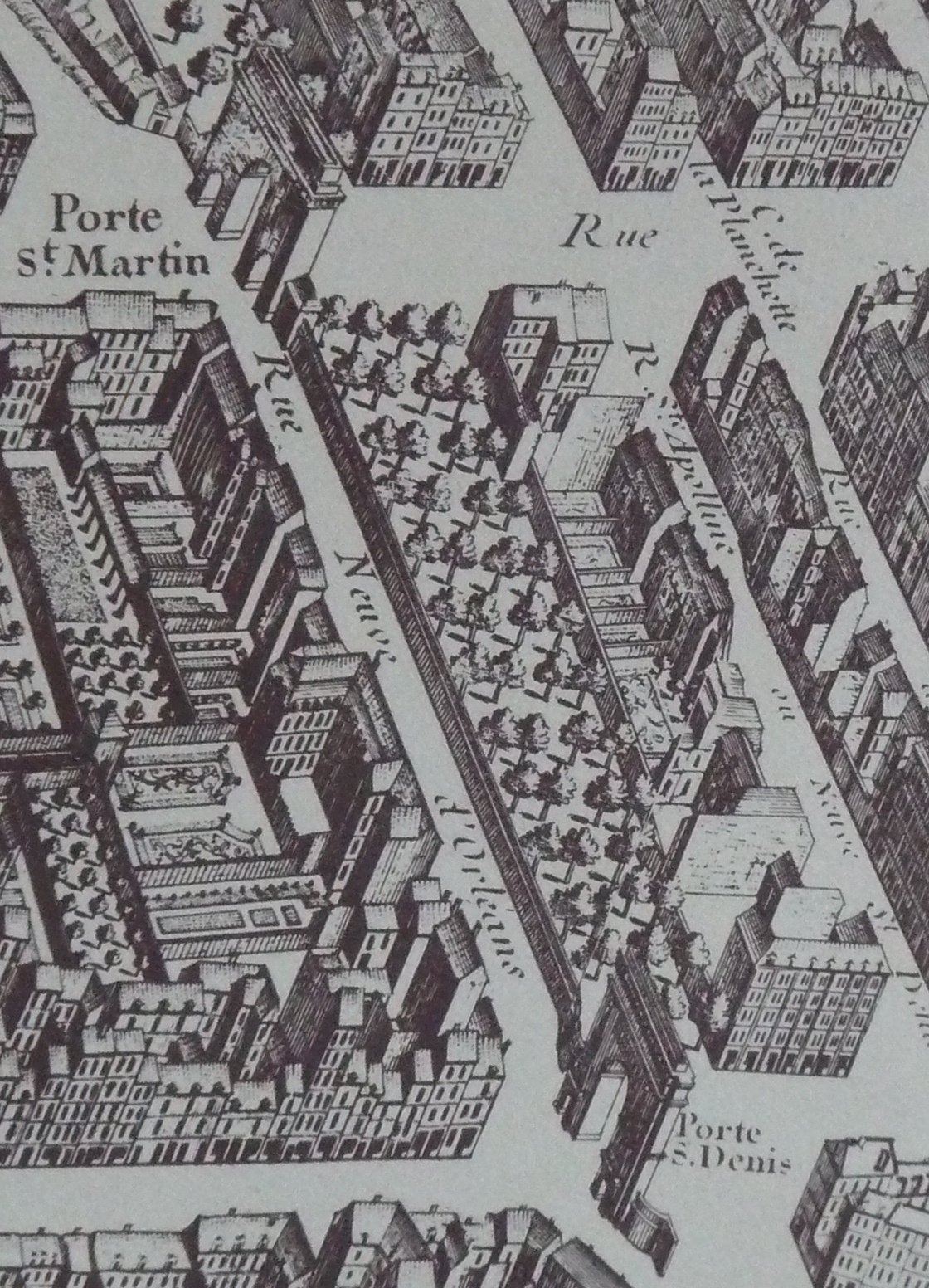
Le boulevard et la rue Neuve-d'Orléans sur le plan de Turgot.

Le boulevard Saint-Denis a été percé vers 1660 à l'emplacement de l'enceinte de Charles V devenue obsolète. L'établissement et la plantation de ce boulevard ont été ordonnés par lettres patentes du mois de juillet 1676.
Une décision ministérielle du 28 messidor an X (17 juillet 1802), signée Chaptal, détermine l'alignement de ce boulevard, qui, de 1826 à 1828, a été élargi de 10 mètres environ sur le côté gauche. Les propriétés du côté des numéros impairs sont alignées, à l'exception de celle qui forme l'encoignure de la rue Saint-Martin. Les maisons du côté des numéros pairs dépendaient de la rue Neuve-d'Orléans, qui, plus basse que le boulevard, en était séparée par un mur de soutènement. Cette rue existait depuis le XVIe siècle. Le mur fut détruit lors des grands travaux de nivellement entrepris en 1826, et la rue Neuve-d'Orléans fut intégrée dans le boulevard. Durant les Trois Glorieuses, la voie fut le théâtre d'affrontement entre les insurgés et la troupe. Une ordonnance royale du 6 mai 1836 fixe définitivement pour cette voie publique un nouvel alignement qui porte la largeur du boulevard à 37 mètres.

## Bâtiments remarquables et lieux de mémoire
- Porte Saint-Martin, classée monument historique[2].
- Porte Saint-Denis, classée monument historique[3].
- No 6 : première salle de cinéma permanente de Paris. Elle est créée en 1896 par les frères Lumière. Elle propose un spectacle durant entre 20 et 30 min, comprenant entre une dizaine et une vingtaine de bandes[4]. Elle s'appelle « Premier Cinématographe Lumière », puis « Cinéma Saint-Denis », puis « Pathé-Journal », à partir de son rachat en 1912 par Charles Pathé. Dans une petite salle de 200 places y sont diffusées les actualités. Pathé la vend en 1965 mais le nom demeure. Des films d'action puis, à partir de 1972, des films pornographiques y sont diffusés. La salle de cinéma ferme en 1993 puis devient un club privé gay, The Rangers. De nos jours, il s'agit d'un supermarché[5].
- No 24 : Alexandre-François Debain y installe sa deuxième entreprise[6]

## Voie disparue

### Rue Neuve-d'Orléans
La « rue Neuve-d'Orléans », qui était située quartier de Saint-Denis avant la Révolution, puis dans l'ancien 5e arrondissement de Paris (actuel Paris 10e) quartier du Faubourg-Saint-Denis, commençait rue du Faubourg-Saint-Martin et se finissait rue du Faubourg-Saint-Denis. Les numéros de la rue étaient rouges. Il n'y avait pas de numéros impairs car c'était le boulevard et le dernier numéro pair était le no 32. Si l'origine de son nom est ignorée, on sait qu'elle portait déjà ce nom au milieu du XVIe siècle.

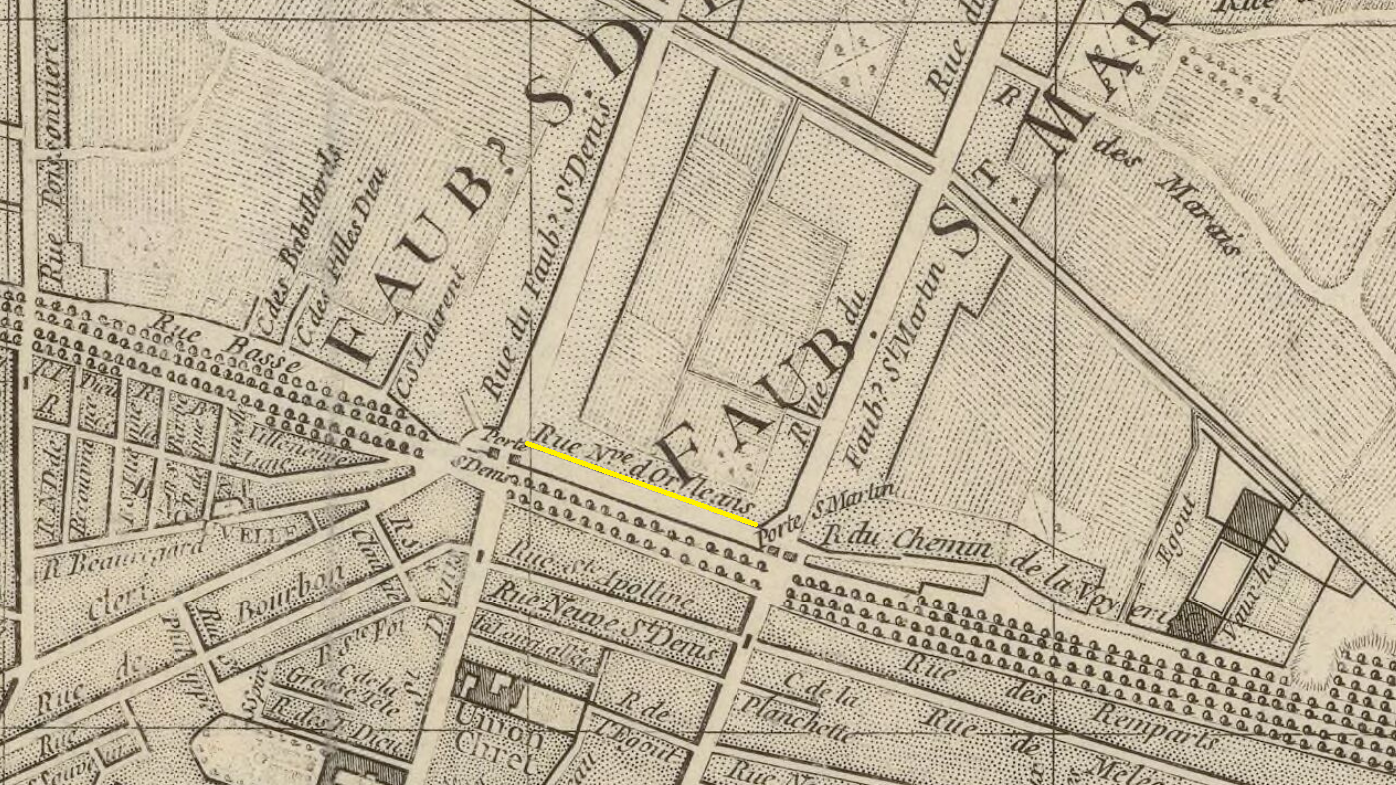
Rue Neuve-d'Orléans

## Pour approfondir